# Ōkuma
Ōkuma (jap. 大熊町 Ōkuma-machi) – miasto w Japonii, w prefekturze Fukushima, w środkowej części wyspy Honsiu (Honshū). Ma powierzchnię 78,71 km². W 2020 r. mieszkało w niej 847 osób, w 799 gospodarstwach domowych  (w 2010 r. 11 515 osób, w 3 948 gospodarstwach domowych) .
Na terenie miejscowości znajduje się elektrownia jądrowa Fukushima Nr 1, w której w 2011 doszło do serii wypadków jądrowych.
- Osobny artykuł: Katastrofa elektrowni jądrowej Fukushima Nr 1.

## Miasta partnerskie
- Bathurst, Australia